# Hister laevipes
Hister laevipes är en skalbaggsart som beskrevs av Ernst Friedrich Germar 1824. Hister laevipes ingår i släktet Hister och familjen stumpbaggar. Inga underarter finns listade i Catalogue of Life.